# Museo de Nubia
El Museo de Nubia está situado en la ciudad de Asuán, Egipto, y en el que se custodian principalmente objetos de Nubia.
Se creó después de que la ONU respondiese a la llamada que el gobierno egipcio había hecho el 6 de abril de 1959 para salvar los monumentos de Nubia. En enero de 1975 la Autoridad General Egipcia de Antigüedades pidió a la UNESCO la asistencia para la creación de museos donde depositar los materiales, y el organismo internacional creó un comité para establecer museos en El Cairo y Asuán. El 4 de febrero de 1986 se puso la primera piedra. Actualmente posee 50.000 metros cuadrados en un edificio de tres plantas.

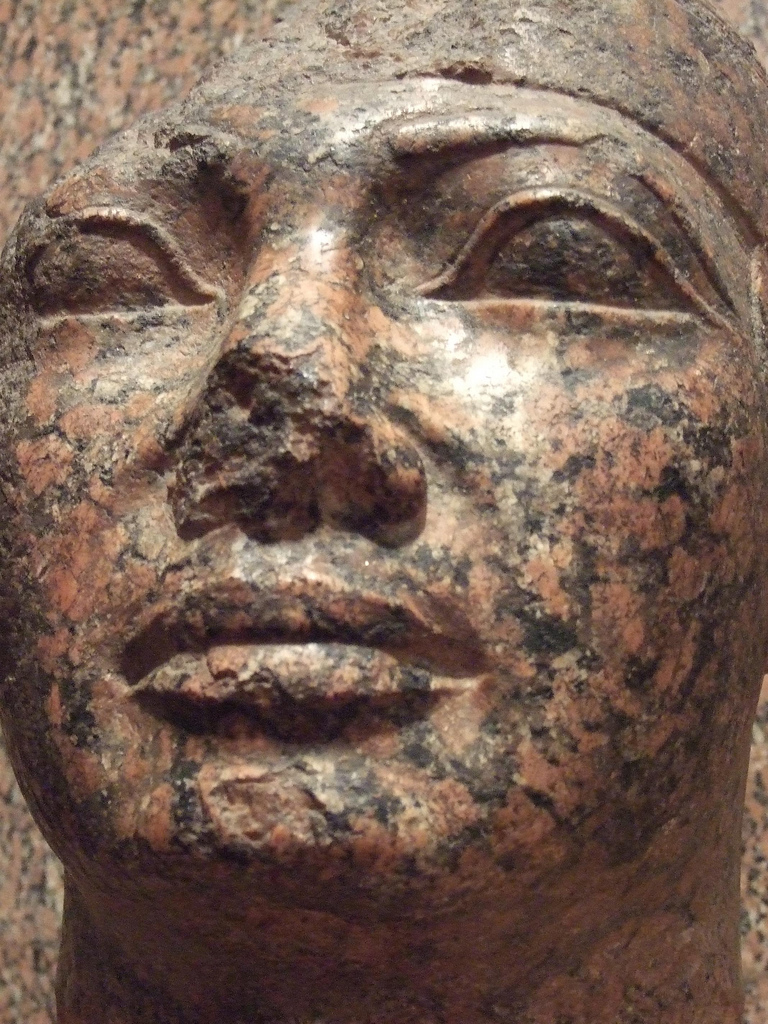
Estatua del rey Shabitko, conservada en el Museo de Nubia.

Hay depositadas toda clase de piezas, desde las prehistóricas de Nubia hasta la época islámica, pasando por el Neolítico, faraónico, griego, romano, bizantino y copto. En total más de 3.000 piezas.